# Herne, Tyskland
Herne är en kretsfri stad i den tyska delstaten Nordrhein-Westfalen, och är belägen i Ruhrområdet mellan Bochum och Gelsenkirchen. Staden har cirka 160 000 invånare.
Herne är en ung stad, som fick stadsrättigheter först 1897. Den ligger i Ruhrs stenkolsdistrikt, där Rhein–Herne-kanalen och Dortmund–Ems-kanalen möts. Herne är en gruv- och industristad, vars näringsliv domineras av kolgruvor, tillverkning av gruvutrustning samt maskin- och kemikalieindustri.

## Administrativ indelning
Herne består av fyra Stadtbezirke (stadsområden) med sammanlagt tretton Ortsteile (stadsdelar).
| Stadtbezirk             | Ortsteile                                            |
| ----------------------- | ---------------------------------------------------- |
| Stadtbezirk Wanne       | Unser Fritz/Crange, Wanne och Baukau-West            |
| Stadtbezirk Eickel      | Röhlinghausen, Wanne-Süd och Eickel                  |
| Stadtbezirk Herne-Mitte | Holsterhausen, Baukau-Ost, Herne-Mitte och Herne-Süd |
| Stadtbezirk Sodingen    | Horsthausen, Sodingen och Holthausen                 |

Den tidigare kretsfria staden Wanne-Eickel slogs 1975 samman med Herne.

## Borgmästare
- Robert Brauner, SPD, 1951–1975
- Manfred Urbanski, SPD, maj 1975–oktober 1984[6]
- Wilhelm Pohlmann, SPD, oktober 1984–oktober 1994[6]
- Wolfgang Becker, SPD, oktober 1994–oktober 2004[6]
- Horst Schiereck, SPD, oktober 2004–oktober 2015[6]
- Frank Dudda, SPD, 20 oktober 2015–[7]

Denna lista hämtas från Wikidata. Informationen kan ändras där.